# Associating Style Sheets with XML documents
Associating Style Sheets with XML documents - Dołączanie arkuszy stylów do dokumentów XML - to opracowany przez W3C sposób na wstawianie arkuszy stylów do dokumentów XML za pomocą elementu <?xml-stylesheet?>.

## Sposób użycia
Aby dołączyć arkusz stylów do dokumentu XML, należy w jego prologu umieścić element <?xml-stylesheet?>. Powinien on posiadać atrybuty:
- href -      referencja URI do arkusza stylów
- type -      typ MIME arkusza stylów

Może też posiadać atrybuty:
- title -     tytuł arkusza stylów
- media -     rodzaj programu, dla którego przeznaczony jest dany arkusz
- charset -   kodowanie arkusza stylów
- alternate - informacja o tym czy arkusz jest alternatywny, czy nie. Dozwolone wartości: „yes” albo „no”. Domyślna wartość: „no”.

## Przykład
Zawartość pliku http://example.com/plik.xml:
```
<?xml version="1.0" encoding="utf-8"?>

<?xml-stylesheet type="text/css" href="http://example.com/plik.css"?>

<xml>

   
Mój
 
ulubiony
 
kolor
 
to

   
<kolor>

      
zielony

   
</kolor>

   
.

</xml>

```

Zawartość pliku http://example.com/plik.css:
```
xml
 
{

   
background-color
:
 
#003300
;

   
color
:
 
white
;

   
padding
:
 
10
px
;

}

kolor
 
{

   
font-size
:
 
20
px
;

   
color
:
 
green
;

}

```

Efekt:
Mój ulubiony kolor to zielony.
Za pomocą <?xml-stylesheet?> można też załączać arkusze XSL, które mogą przekonwertować dokument XML do innego formatu, np. HTML.